# Frank Adisson
Frank Adisson (* 24. července 1969 Tarbes) je bývalý francouzský vodní slalomář, kanoista závodící v kategorii C2. Jeho partnerem v lodi byl Wilfrid Forgues.
Na mistrovstvích světa získal čtyři zlaté (C2 – 1991, 1997; C2 družstva – 1991, 1997), tři stříbrné (C2 – 1995; C2 družstva – 1993, 1995) a dvě bronzové medaile (C2 – 1993; C2 družstva – 1999). Z evropských šampionátů si přivezl v roce 2000 stříbro z individuálního závodu C2. V letech 1996 a 1997 vyhrál celkové pořadí Světového poháru v kategorii C2. Třikrát startoval na letních olympijských hrách, v Barceloně 1992 získal bronzovou medaili, v Atlantě 1996 zlatou medaili a v Sydney 2000 byl sedmý.